# Vasaloppet 2018
Vasaloppet 2018 avgjordes söndagen den 4 mars 2018 mellan Berga by i Sälen och Mora och var det 94:e Vasaloppet. Totalt hade 15 800 deltagare anmält sig till tävlingen varav 15 043 kom till start. Starten gick klockan 08:00 (UTC+1). Vinnare på herrsidan blev Andreas Nygaard från Norge på tiden 04:24:36. På damsidan vann Lina Korsgren från Sverige på tiden 04:41:50.

## Slutresultat, herrar
Not: Pl = Placering, Nr = Startnummer, Tid = Sluttid
| Pl | Nr | Namn                | Klubb | Land     | Tid      |
| -- | -- | ------------------- | ----- | -------- | -------- |
| 1  | 2  | Andreas Nygaard     |       | Norge    | 04:24:36 |
| 2  | 13 | Bob Niemi-Impola    |       | Sverige  | 04:24:39 |
| 3  | 3  | Stian Hoelgaard     |       | Norge    | 04:24:40 |
| 4  | 19 | Jörgen Brink        |       | Sverige  | 04:24:41 |
| 5  | 31 | Øystein Pettersen   |       | Norge    | 04:24:41 |
| 6  | 62 | Magnus Vesterheim   |       | Norge    | 04:24:41 |
| 7  | 23 | Stanislav Řezáč     |       | Tjeckien | 04:24:42 |
| 8  | 7  | Anders Aukland      |       | Norge    | 04:24:42 |
| 9  | 5  | Tord Asle Gjerdalen |       | Norge    | 04:24:42 |
| 10 | 24 | Thomas Gifstad      |       | Norge    | 04:24:42 |

## Slutresultat, damer
Not: Pl = Placering, Nr = Startnummer, Tid = Sluttid
| Pl | Nr    | Namn                     | Klubb | Land      | Tid      |
| -- | ----- | ------------------------ | ----- | --------- | -------- |
| 1  | 505   | Lina Korsgren            |       | Sverige   | 04:41:50 |
| 2  | 502   | Astrid Øyre Slind        |       | Norge     | 04:46:31 |
| 3  | 511   | Katerina Smutna          |       | Tjeckien  | 04:47:48 |
| 4  | 501   | Britta Johansson Norgren |       | Sverige   | 04:51:51 |
| 5  | 503   | Sara Lindborg            |       | Sverige   | 04:56:02 |
| 6  | 507   | Heli Annika Heiskanen    |       | Finland   | 05:00:56 |
| 7  | 506   | Laila Kveli              |       | Norge     | 05:03:37 |
| 8  | 518   | Roxana Lacroix           |       | Frankrike | 05:12:18 |
| 9  | 17512 | Marit Engeseth           |       | Norge     | 05:12:47 |
| 10 | 514   | Evelina Bångman          |       | Sverige   | 05:14:34 |

## Spurtpriser

### Herrar
| Kontroll     | Nr  | Namn                | Klubb | Land     | Tid      |
| ------------ | --- | ------------------- | ----- | -------- | -------- |
| Smågan       | 43  | Jan Srail           |       | Tjeckien | 00:33:39 |
| Mångsbodarna | 43  | Jan Srail           |       | Tjeckien | 01:10:29 |
| Risberg      | 12  | Joar Andreas Thele  |       | Norge    | 01:40:51 |
| Evertsberg   | 43  | Jan Srail           |       | Tjeckien | 02:20:01 |
| Oxberg       | 12  | Joar Andreas Thele  |       | Norge    | 03:01:10 |
| Hökberg      | 12  | Joar Andreas Thele  |       | Norge    | 03:30:15 |
| Eldris       | 121 | Tore Björset Berdal |       | Norge    | 03:58:37 |

### Damer
| Kontroll     | Nr  | Namn                     | Klubb | Land    | Tid      |
| ------------ | --- | ------------------------ | ----- | ------- | -------- |
| Smågan       | 501 | Britta Johansson Norgren |       | Sverige | 00:37:12 |
| Mångsbodarna | 502 | Astrid Øyre Slind        |       | Norge   | 01:16:42 |
| Risberg      | 502 | Astrid Øyre Slind        |       | Norge   | 01:48:16 |
| Evertsberg   | 502 | Astrid Øyre Slind        |       | Norge   | 02:28:23 |
| Oxberg       | 502 | Astrid Øyre Slind        |       | Norge   | 03:11:24 |
| Hökberg      | 505 | Lina Korsgren            |       | Sverige | 03:42:22 |
| Eldris       | 505 | Lina Korsgren            |       | Sverige | 04:13:54 |